# Poecilochaetus exmouthensis
Poecilochaetus exmouthensis är en ringmaskart som beskrevs av Hartmann-Schröder 1980. Poecilochaetus exmouthensis ingår i släktet Poecilochaetus och familjen Poecilochaetidae. Inga underarter finns listade i Catalogue of Life.